# Chủ tịch Quốc hội Hàn Quốc
Nghị trưởng Quốc hội Hàn Quốc (대한민국의 국회의장 / 大韓民國의 國會議長) còn được gọi  Chủ tịch quốc hội. Do đại biểu Quốc hội bầu với đa số phiếu và có nhiệm kỳ 2 năm, chủ trì các phiên họp của Hàn Quốc. Chủ tịch Quốc hội là thành viên không Đảng phái, hay nắm bất cứ chức vụ của chính phủ.
Chánh án Tòa án Tối cao, Tổng thống (hoặc Thủ tướng) và Chủ tịch Quốc hội được gọi là "Tam phủ yếu nhân" (3 người đứng đầu).

## Danh sách Chủ tịch Quốc hội
| Quốc hội                          | Quốc hội          | Nhiệm kỳ | Chủ tịch             | Thời gian  | Thời gian   |
| --------------------------------- | ----------------- | -------- | -------------------- | ---------- | ----------- |
| Chủ tịch Đệ nhất Cộng hòa         |                   |          |                      |            |             |
| I                                 | Nhiệm kỳ thứ nhất |          | Rhee Syng-man        | 31/5/1948  | 24/7/1948   |
| I                                 | Nhiệm kỳ thứ 2    |          | Shin Ik-hee          | 4/8/1948   | 30/5/1950   |
|                                   |                   |          |                      |            |             |
| II                                | Nhiệm kỳ thứ nhất |          | Shin Ik-hee          | 19/6/1950  | 18/6/1952   |
| II                                | Nhiệm kỳ thứ 2    |          | Shin Ik-hee          | 10/7/1952  | 30/5/1954   |
|                                   |                   |          |                      |            |             |
| III                               | Nhiệm kỳ thứ nhất |          | Lee Ki-poong         | 9/6/1954   | 8/6/1956    |
| III                               | Nhiệm kỳ thứ 2    |          | Lee Ki-poong         | 9/6/1956   | 30/5/1958   |
|                                   |                   |          |                      |            |             |
| IV                                | Nhiệm kỳ thứ nhất |          | Lee Ki-poong         | 7/6/1958   | 28/4/1960   |
| Chủ tịch Quốc hội Đệ nhị Cộng hòa |                   |          |                      |            |             |
| IV                                | Nhiệm kỳ thứ nhất |          | Kwak Sang-hoon       | 2/5/1960   | 6/6/1960    |
| IV                                | Nhiệm kỳ thứ 2    |          | Kwak Sang-hoon       | 7/6/1960   | 23/6/1960   |
|                                   |                   |          |                      |            |             |
| V                                 | Hạ viện           |          | Kwak Sang-hoon       | 8/8/1960   | 16/5/1961   |
| V                                 | Thượng viện       |          | Baek Nak-jun         | 8/8/1960   | 16/5/1961   |
| Chủ tịch Quốc hội Đệ tam Cộng hòa |                   |          |                      |            |             |
| VI                                | Nhiệm kỳ thứ nhất |          | Lee Hyu-sang         | 17/12/1963 | 16/12/1965  |
| VI                                | Nhiệm kỳ thứ 2    |          | Lee Hyu-sang         | 17/12/1965 | 30/6/1967   |
|                                   |                   |          |                      |            |             |
| VII                               | Nhiệm kỳ thứ nhất |          | Lee Hyu-sang         | 10/7/1967  | 9/7/1969    |
| VII                               | Nhiệm kỳ thứ 2    |          | Lee Hyu-sang         | 10/7/1969  | 30/6/1971   |
|                                   |                   |          |                      |            |             |
| VIII                              | —                 |          | Baek Du-jin          | 26/7/1971  | 17/10/1972  |
| Chủ tịch Quốc hội Đệ tứ Cộng hòa  |                   |          |                      |            |             |
| IX                                | Nhiệm kỳ thứ nhất |          | Chung Il-kwon        | 12/3/1973  | 11/11/1976  |
| IX                                | Nhiệm kỳ thứ 2    |          | Chung Il-kwon        | 12/3/1976  | 11/3/1979   |
|                                   |                   |          |                      |            |             |
| X                                 | —                 |          | Baek Du-jin          | 17/3/1979  | 17/12/1979  |
|                                   |                   |          |                      |            |             |
| XI                                | Nhiệm kỳ thứ nhất |          | Chung Rae-hyung      | 11/4/1981  | 10/4/1983   |
| Chủ tịch Quốc hội Đệ ngũ Cộng hòa |                   |          |                      |            |             |
| XI                                | Nhiệm kỳ thứ 2    |          | Chae Mun-shik        | 11/4/1983  | 10/4/1985   |
|                                   |                   |          |                      |            |             |
| XII                               | Nhiệm kỳ thứ nhất |          | Lee Jae-hyung        | 13/5/1985  | 12/5/1987   |
| XII                               | Nhiệm kỳ thứ 2    |          | Lee Jae-hyung        | 13/5/1987  | 29/5/1988   |
| Chủ tịch Quốc hội Đệ lục Cộng hòa |                   |          |                      |            |             |
| XIII                              | Nhiệm kỳ thứ nhất |          | Kim Jae-sun          | 30/5/1988  | 29/5/1990   |
| XIII                              | Nhiệm kỳ thứ 2    |          | Lee Jae-hyung        | 30/5/1990  | 29/5/1992   |
|                                   |                   |          |                      |            |             |
| XIV                               | Nhiệm kỳ thứ nhất |          | Park Jyun-kyu        | 29/6/1992  | 27/4/1993   |
| XIV                               | Nhiệm kỳ thứ nhất |          | Lee Man-sup          | 27/4/1993  | 28/6/1994   |
| XIV                               | Nhiệm kỳ thứ 2    |          | Hwang Nak-joo        | 29/6/1994  | 29/5/1996   |
|                                   |                   |          |                      |            |             |
| XV                                | Nhiệm kỳ thứ nhất |          | Kim Soo-han          | 4/7/1996   | 29/5/1998   |
| XV                                | Nhiệm kỳ thứ 2    |          | Park Jyun-kyu        | 3/8/1998   | 29/5/2000   |
|                                   |                   |          |                      |            |             |
| XVI                               | Nhiệm kỳ thứ nhất |          | Lee Man-sup          | 5/6/2000   | 29/5/2002   |
| XVI                               | Nhiệm kỳ thứ 2    |          | Park Kwan-jong       | 8/7/2002   | 29/5/2004   |
|                                   |                   |          |                      |            |             |
| XVII                              | Nhiệm kỳ thứ nhất |          | Kim Won-ki           | 5/6/2004   | 29/5/2006   |
| XVII                              | Nhiệm kỳ thứ 2    |          | Lim Chae-jung        | 19/6/2006  | 29/5/2008   |
|                                   |                   |          |                      |            |             |
| XVIII                             | Nhiệm kỳ thứ nhất |          | Kim Hyong-o          | 10/7/2008  | 29/5/2010   |
| XVIII                             | Nhiệm kỳ thứ 2    |          | Park Hee-tae         | 8/6/2010   | 9/2/2012    |
| XVIII                             | Nhiệm kỳ thứ 2    |          | Jeong Ui-hwa (Quyền) | 9/2/2012   | 3/7/2012    |
|                                   |                   |          |                      |            |             |
| XIX                               | Nhiệm kỳ thứ nhất |          | Kang Chang-hee       | 3/7/2012   | 30/5/2014   |
| XIX                               | Nhiệm kỳ thứ 2    |          | Chung Ui-hwa         | 30/5/2014  | 9/6/2016    |
|                                   |                   |          |                      |            |             |
| XX                                | Nhiệm kỳ thứ nhất |          | Chung Sye-kyun       | 9/6/2016   | 29/5/2018   |
| XX                                | Nhiệm kỳ thứ 2    |          | Moon Hee-sang        | 13/7/2018  | Đương nhiệm |